# 姜钟平
姜钟平（1966年2月6日—），男，江西上饶人，美籍华裔控制论专家，纽约大学坦登工程学院教授。主要从事非线性控制理论研究工作。

## 生平
1983年进入武汉大学数学系“中法班”，1988年获武汉大学数学学士学位，同年赴法国继续深造，1989年获巴黎第十一大学统计学硕士学位。1993年获国立巴黎高等矿业学校自动控制与数学博士学位。其后在法国国家信息与自动化研究所、澳大利亚国立大学和悉尼大学从事研究工作。1999年受聘于美国纽约科技大学（2015年改称纽约大学坦登工程学院），2007年晋升教授。2008年当选IEEE Fellow。2009年获选中华人民共和国教育部长江学者讲座教授（北京大学）。2013年当选为国际自动控制联合会会士。2017年当选为中国自动化学会会士。2021年当选欧洲科学院院士。 
他是非线性小增益理论的关键创立者。